# Jan Vodák
Jan Vodák (* 16. prosince 1969, Ostrava) je zakladatel Salesiánského střediska mládeže v Teplicích a spoluzakladatel Salesiánských klubů mládeže, od roku 2011 povoláním personální konzultant.

## Život
Po maturitě v roce 1988 studoval teologii v Litoměřicích na Cyrilometodějské bohoslovecké fakultě. V době revolučních změn přerušil studium a založil Salesiánské středisko mládeže (Centrum volného času) v Teplicích v Čechách, kde ve věnoval dětem ve volném čase a zejména těm, které se potulovali po ulicích. Když bylo toto středisko uživeníschopné, pokračoval ve studiích teologie na Karlově univerzitě v Praze.
Spoluzaložil celorepublikovou organizaci Salesiánské kluby mládeže, která zakládala centra volného času v Čechách a Moravě. V roce 1996 byl vysvěcen na kněze. Nastoupil do Zlína a zde spoluzaložil Salesiánský klub mládeže na sídlišti Jižní Svahy. Po třech letech se rozhodl, že nebude bezprostředně závislý na církvi a bude se živit samostatně. O rok později se oženil a věnoval se dospívajícím ve Zlínském školství. V roce 2006 ukončil doktorandské studium na Pedagogické fakultě Masarykovy univerzity v Brně a získal titul Ph.D. Ve své dizertační práci se zaměřil na vliv klimatu školy na rozvoj závislostí a šikany. Postupně svou činnost přesunul do oblasti firem a sociálních zařízení, kde se zaměřil na řešení konfliktů a rozvoj vnitřní kultury.
V roce 2009 absolvoval kurz Systemické párové a rodinné terapie a od té doby řešil konflikty v rodinách.
V roce 2011 absolvoval kurz Systemické supervize a koučování a rozšířil svou činnost o koučink podnikatelů a firem. V koučinku absolvoval dlouhodobý – 500 hodinový výcvik a vystudoval personalistiku. Nyní se věnuje systematickému zlepšování interní komunikace ve firmách. Zaměřuje se zejména na výrobní a obchodní firmy.